# Communauté de communes du Pays de Lalbenque-Limogne
Die Communauté de communes du Pays de Lalbenque-Limogne (inoffiziell: Communauté de communes du Pays de Lalbenque Limogne) ist ein französischer Gemeindeverband mit der Rechtsform einer Communauté de communes im Département Lot in der Region Okzitanien. Sie wurde am 30. Dezember 1998 gegründet und umfasst 23 Gemeinden. Der Verwaltungssitz befindet sich im Ort Lalbenque.

## Mitgliedsgemeinden
| Gemeinde                                            | Einwohner 1. Januar 2022 | Fläche km² | Dichte Einw./km² | Code INSEE | Postleitzahl |
| --------------------------------------------------- | ------------------------ | ---------- | ---------------- | ---------- | ------------ |
| Aujols                                              | 376                      | 16,43      | 23               | 46010      | 46090        |
| Bach                                                | 207                      | 21,02      | 10               | 46013      | 46230        |
| Beauregard                                          | 228                      | 15,30      | 15               | 46020      | 46260        |
| Belfort-du-Quercy                                   | 508                      | 36,19      | 14               | 46023      | 46230        |
| Belmont-Sainte-Foi                                  | 129                      | 9,01       | 14               | 46026      | 46230        |
| Berganty                                            | 138                      | 6,98       | 20               | 46027      | 46090        |
| Cénevières                                          | 179                      | 15,69      | 11               | 46068      | 46330        |
| Concots                                             | 409                      | 26,02      | 16               | 46073      | 46260        |
| Crégols                                             | 82                       | 18,35      | 4                | 46081      | 46330        |
| Cremps                                              | 389                      | 19,66      | 20               | 46082      | 46230        |
| Escamps                                             | 209                      | 12,11      | 17               | 46091      | 46230        |
| Esclauzels                                          | 218                      | 17,73      | 12               | 46092      | 46090        |
| Flaujac-Poujols                                     | 805                      | 12,64      | 64               | 46105      | 46090        |
| Laburgade                                           | 374                      | 12,57      | 30               | 46140      | 46230        |
| Lalbenque                                           | 1.878                    | 52,24      | 36               | 46148      | 46230        |
| Limogne-en-Quercy                                   | 842                      | 32,31      | 26               | 46173      | 46260        |
| Lugagnac                                            | 134                      | 15,81      | 8                | 46179      | 46260        |
| Montdoumerc                                         | 570                      | 13,62      | 42               | 46202      | 46230        |
| Saillac                                             | 148                      | 16,28      | 9                | 46247      | 46260        |
| Saint-Martin-Labouval                               | 196                      | 13,49      | 15               | 46276      | 46330        |
| Varaire                                             | 356                      | 25,52      | 14               | 46328      | 46260        |
| Vaylats                                             | 327                      | 26,37      | 12               | 46329      | 46230        |
| Vidaillac                                           | 184                      | 9,49       | 19               | 46333      | 46260        |
| Communauté de communes du Pays de Lalbenque-Limogne | 8.886                    | 444,83     | 20               | –          | –            |